# صديق المنشاوي
صديق بن السيد تايب المنشاوي (13 فبراير 1895 - 1 يناير 1984) هو قارئ قرآن مصري، ويعد أحد قراء مصر الاوائل.

## مولده ونشأته
وُلِدَ الشيخ صديق ببلدة المنشأة بمحافظة سوهاج بمصر في سنة 1895 لعائلة توارثت تلاوة القرآن فوالده السيد تايب المنشاوي قارئ وجده كذلك، وشقيقه أحمد السيد كذلك قارئ معروف. بدأ الشيخ حفظ القرآن على يد والده، فقد كان محفّظًا جيدًا للقرآن وعلى سعة كبيرة من العلم، وأكمل حفظ القرآن وهو يبلغ من العمر 9 سنوات ، وانتقل بعد ذلك إلى القاهرة وتلقّى علم القرآءات على يد الشيخ المسعودي وكان معلم قراءات مشهور بمصر في ذلك الوقت ، ثم التحق الشيخ بالازهر الشريف لدراسة علوم القراءات والتفسير واللغة إلى أن تمكن من إتقان القراءات العشر الكبرى فعاد إلى بلدته بمحافظة سوهاج واشتهر عنه وقتها أنه القارئ الوحيد على مستوى الصعيد فلم يكن هناك وقتها قراء مشهورون ، وله 8 تسجيلات للقرآن لم يسجل غيرها ، وقد قرأ القرآن في كثير من محافظات مصر حتى إنه كان يتلو القرآن في محافظتي قنا وأسوان لمدة ثلاثة شهور متتالية ولم يغادر مصر إلى أي دولة طوال حياته إلا لقضاء فريضة الحج عام 1924 م وكانت رحلة بالجمال، وهو والد الشيوخ محمد صديق المنشاوي وأحمد صديق المنشاوي ومحمود صديق المنشاوي

## أبناءه
له ثلاثة أبناء من مشاهير القراء هم:
- محمد صديق المنشاوي القارئ الشهير، توفي في حياته سنة 1969م.
- أحمد صديق المنشاوي صاحب صوت جميل توفي إثر حادث مروري.
- محمود صديق المنشاوي.

## وفاته وتكريمه
توفي الشيخ صديق المنشاوي سنة 1984م ، ولم يحصل على أي تكريم في حياته ، ولكن مُنح اسمه وسامًا من الرئيس السابق محمد حسني مبارك في احتفال ليلة القدر سنة 1992.